# Xuân Trung (xã)
Xuân Trung là một xã cũ thuộc huyện Xuân Trường, tỉnh Nam Định, Việt Nam.
Xã Xuân Trung có diện tích 2,21 km², dân số năm 1999 là 7.883 người, mật độ dân số đạt 3.567 người/km².